# Joachim Busse

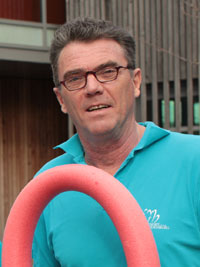
Jochen Busse

Joachim Busse (* 10. März 1954) ist ein ehemaliger deutscher Weitspringer.
1974 schied er bei den Leichtathletik-Europameisterschaften in Rom in der Qualifikation aus.
Bei den Leichtathletik-Halleneuropameisterschaften wurde er 1975 in Kattowitz Sechster, gewann 1976 in München Bronze und wurde 1980 in Sindelfingen und 1981 in Grenoble jeweils Fünfter.
Dreimal wurde er Deutscher Meister (1975, 1981, 1984) und viermal Vizemeister (1977, 1979, 1980, 1983) im Freien, zweimal Deutscher Meister (1975, 1980) und dreimal Vizemeister (1976, 1982, 1984) in der Halle.
Seine persönliche Bestleistung von 8,12 m stellte er am 19. Juli 1981 in Gelsenkirchen auf.
Joachim Busse startete für Bayer 05 Uerdingen, den ASV Köln und die LG Bayer Leverkusen.
Jochen Busse ist Diplom-Sportwissenschaftler für Rehabilitation und Sportphysiotherapeut mit Qualifikation Kinesiologie und Osteopathie.
1984 kehrte er als Trainer und Manager des Hochsprung-Olympiasiegers Dietmar Mögenburg in den aktiven Sport zurück. Jochen Busse übernahm auch für die Siebenkampf-Weltmeisterin Sabine Braun das Traineramt und führte seine Schützlinge zu den Olympischen Spielen 1988 in Seoul, 1992 in Barcelona und 1996 in Atlanta. 1988 wechselte Jochen Busse mit Dietmar Mögenburg von Berlin zum TV Wattenscheid. Bei der SG Wattenscheid 09 wurde er 1990 auch Reha- und Konditionstrainer beim Team von Hannes Bongartz. Dort arbeitete er u. a. mit Michael Preetz, Thorsten Fink und Uwe Neuhaus. Ab 1994 leitete Jochen Busse bis 2001 auch ein Rehazentrum in Essen. 2002 machte er sich als Physiotherapeut selbständig und betreute Profifußballer, Tennisspieler und bereitete die deutsche Tischtennis-Nationalmannschaft 2003 auf die Weltmeisterschaft vor.
Von 2013 bis 2015 war Jochen Busse im Resort Mark Brandenburg für den Bereich Sport- und Gesundheitsreisen verantwortlich.
| Personendaten    | Personendaten          |
| ---------------- | ---------------------- |
| NAME             | Busse, Joachim         |
| KURZBESCHREIBUNG | deutscher Weitspringer |
| GEBURTSDATUM     | 10. März 1954          |